# (29219) 1992 BJ
(29219) 1992 BJ là một tiểu hành tinh vành đai chính. Nó được phát hiện bởi Seiji Ueda và Hiroshi Kaneda ở Kushiro, Hokkaidō, Nhật Bản, ngày 24 tháng 1 năm 1992.